# Lidewij Welten

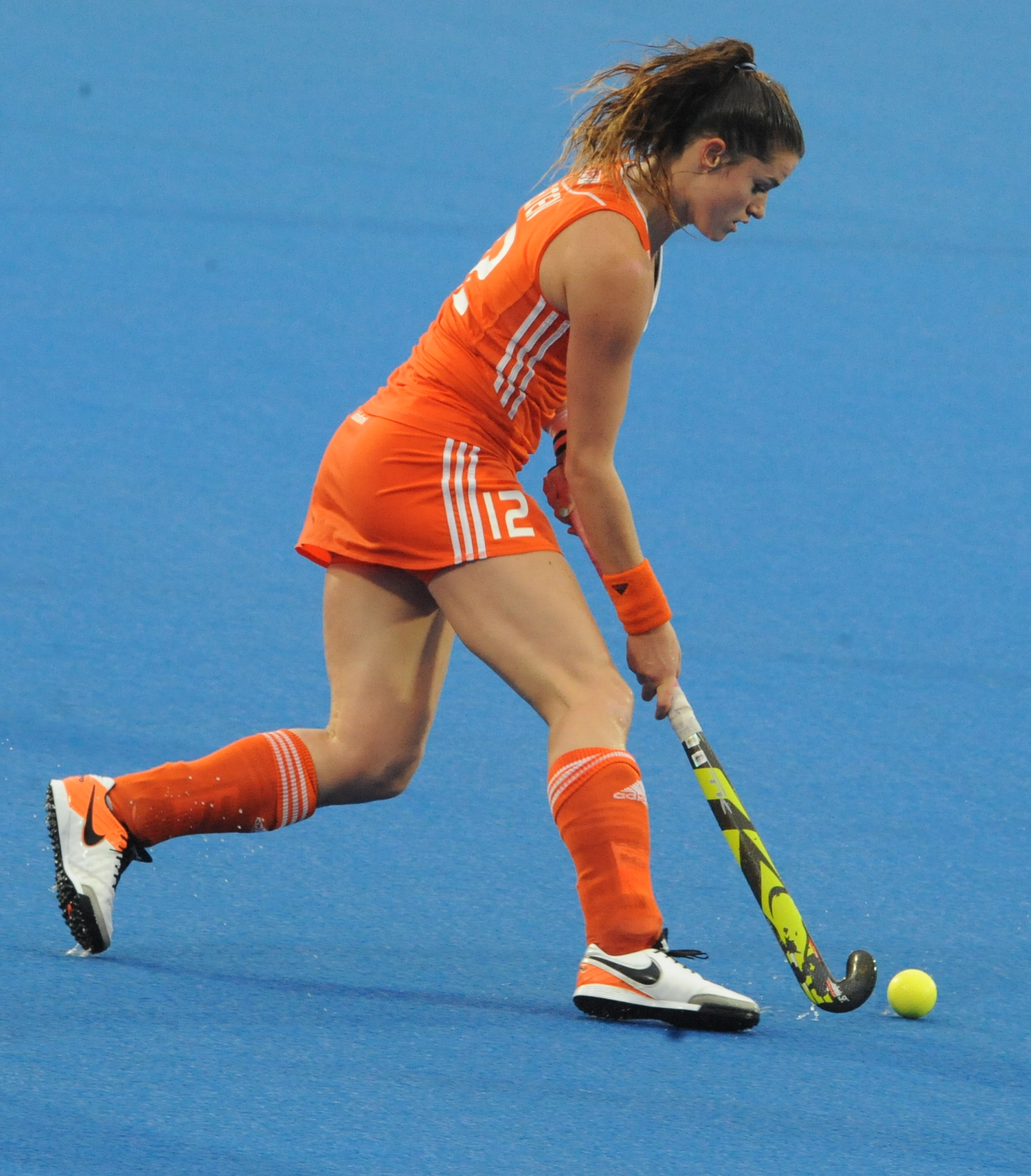
Lidewij Welten (2016)

Lidewij Marsia Maria Welten (* 16. Juli 1990 in Eindhoven) ist eine niederländische Hockeyspielerin, die vier olympische Medaillen gewonnen hat.

## Karriere
Lidewij Welten debütierte 2008 in der niederländischen Nationalmannschaft. Die Stürmerin gehörte bei den Olympischen Spielen 2008 zum niederländischen Team, das sowohl in der Vorrunde als auch im Finale gegen die chinesischen Gastgeberinnen gewann. 2009 und 2011 siegte sie mit der Elftal bei den Europameisterschaften. Dazwischen lag der Gewinn der Silbermedaille bei der Weltmeisterschaft 2010, bei der die Niederländerinnen im Finale gegen Argentinien unterlagen.
2012 gewann Lidewij Welten bei den Olympischen Spielen in London, im Finale besiegten die Niederländerinnen die argentinischen Weltmeisterinnen. 2014 fand die Weltmeisterschaft vor heimischem Publikum in Den Haag statt, im Finale siegte die Elftal gegen Australien. Bei den Olympischen Spielen 2016 in Rio de Janeiro erreichte die niederländische Mannschaft ein weiteres Mal das Finale, dort unterlag man im Shootout gegen die Britinnen. 2017 in Amstelveen gewann Lidewij Welten ihren dritten Europameistertitel. Bei der siegreich absolvierten WM 2018 wurde Welten zur besten Spielerin des Turniers gewählt. 2019 verteidigten die Niederländerinnen ihren Europameistertitel bei der Europameisterschaft in Antwerpen. Bei den 2021 ausgetragenen Olympischen Spielen in Tokio gewannen die Niederländerinnen alle acht Spiele, im Finale bezwangen sie die Argentinierinnen mit 3:1.
Ein Jahr später bei der Weltmeisterschaft 2022 war Welten in allen sechs Spielen dabei. Im Halbfinale gewann die Mannschaft mit 1:0 gegen die Australierinnen. Im Finale siegten die Niederländerinnen mit 3:1 gegen Argentinien.
Lidewij Welten hat (Stand 17. Dezember 2022) 246 Länderspiele absolviert, in denen sie 95 Tore erzielte. Zusammen mit Eva de Goede ist sie mit drei Goldmedaillen und einer Silbermedaille die bei Olympischen Spielen erfolgreichste Hockeyspielerin.
Sie lebt in ’s-Hertogenbosch und spielt seit Jahren für HC ’s-Hertogenbosch, mit diesem Verein gewann sie mehrfach den niederländischen Landesmeistertitel.